# Главовица
Главовица (на македонска литературна норма: Главовица) е село в източната част на Северна Македония, част от Община Кочани.

## География
Селото се намира в южните склонове на Осоговската планина, северно от Кочани.

## История
В края на XIX век Главовица е чисто българско село в Пехчевска кааза на Османската империя. Според статистиката на Васил Кънчов („Македония. Етнография и статистика“) от 1900 година селото има 154 жители, всички българи християни.
Според преброяване от 2002 в селото има 23 домакинства с 48 къщи.